# Francisco Acquarone
Francisco Acquarone (Rio de Janeiro, 1898 - 6 mars 1954) est un peintre, journaliste, historien et illustrateur de bandes dessinées brésilien.

## Biographie
Diplômé de l' École Nationale des Beaux-Arts, il est élève de Baptista da Costa, Modesto Brocos, Rodolfo Chambelland et Rodolfo Amoedo. En 1918, il commence à travailler à la revue Dom Quixote, peu de temps après, il travaille dans d'autres périodiques de Rio de Janeiro tels que A Noite, O Jornal, O Globo et Dom Casmurro. Entre 1926 et 1941, il participe aux Salons des Beaux-Arts, où il expose des œuvres de paysages, des portraits et des peintures historiques.
Entre 1937 et 1938, il travaille comme illustrateur de bandes dessinées, travaillant chez O Globo Juvenil, où il produit des versions comiques des romans de H. G. Puits et José de Alencar. Pour le journal Correio Universal, il adapte les Mille et une nuits,Aladdin  et O Guarani, en plus de créer João Tymbira Em Redor do Brasil, notamment influencé par les bandes dessinées d'aventures nord-américaines.
Il contribue également à l'étude de l'histoire de l'art brésilien avec les livres História da Arte no Brasil (1939), Mestres da Pintura no Brasil et Primores da Pintura no Brasil (1942).